# Morsbach (Bessenbach)
Der Morsbach ist ein linker Zufluss des Bessenbaches im Landkreis Aschaffenburg im bayerischen Spessart.

## Geographie

### Verlauf
Der Morsbach entspringt am östlichen Ortsrand von Grünmorsbach. Er nimmt den Birkbach auf und fließt in östliche Richtung. Am Sportplatz mündet der von Dörrmorsbach kommende gleichnamige Bach. In Straßbessenbach fließt der Morsbach in der Ortsmitte in den Bessenbach.

### Zuflüsse
- Birkbach (rechts)
- Dörrmorsbach (rechts)
- Hirschbach (links)

### Flusssystem Aschaff
- Liste der Fließgewässer im Flusssystem Aschaff